# جون آدامز (لاعب هوكي الجليد)
جون آدامز هو لاعب هوكي الجليد كندي، ولد في 27 يوليو 1946 في Port Arthur, Ontario ‏ في كندا.

## وصلات خارجية
- جون آدامز على موقع دوري الهوكي الوطني (الإنجليزية)
- جون آدامز على موقع قاعة مشاهير الهوكي (لاعب أن.إتش.أل) (الإنجليزية)
- جون آدامز على موقع EliteProspects.com (الإنجليزية)
- جون آدامز على موقع HockeyDB.com (الإنجليزية)
- جون آدامز على موقع Hockey-Reference.com (الإنجليزية)